# Bifaxaria submucronata
Bifaxaria submucronata är en mossdjursart som beskrevs av Busk 1884. Bifaxaria submucronata ingår i släktet Bifaxaria och familjen Bifaxariidae. Inga underarter finns listade i Catalogue of Life.